# Marisol Nichols
Marisol Nichols (Chicago, 2 de novembre de 1973) és una actriu estatunidenca. Se la coneix sobretot pel seu paper de l'agent especial Nadia Yassir, durant la sisena temporada de la sèrie televisiva 24 i com a Hermione Lodge a la sèrie Riverdale. El 2020 es feu públic que havia compaginat aquest rol amb la seva feina com a agent encoberta de l'FBI per caçar pederastes.